# Oxid selenový
Oxid selenový je jedním z oxidů selenu, který je v něm přítomen v oxidačním čísle VI. Je to anhydrid kyseliny selenové. Jedná se o silné oxidační činidlo.

## Příprava
Oxid selenový je náročný na přípravu, jelikož se rozkládá na oxid seleničitý:
2 SeO3 → 2 SeO2 + O2
Lze jej připravit reakcí kapalného oxidu sírového se selenanem draselným:
SO3 + K2SeO4 → K2SO4 + SeO3
Lze jej také připravit dehydratací bezvodé kyseliny selenové pomocí oxidu fosforečného při teplotě 150–160 °C.

## Reaktivita
Ve svém chemickém chování je oxid selenový podobnější oxidu sírovému než oxidu tellurovému. Oxid selenový reaguje explozivně s organickými sloučeninami.
Při teplotě 120 °C reaguje oxid selenový s oxidem seleničitým za vzniku oxidu seleničito-selenového:
SeO3 + SeO2 → Se2O5
Reaguje s fluoridem seleničitým za vzniku fluoridu selenoylu, analogu fluoridu sulfurylu:
2SeO3 + SeF4 → 2SeO2F2 + SeO2
Stejně jako oxid sírový tvoří oxid selenový adukty s Lewisovými bázemi, jako je pyridin, dioxan a nebo ether.